# François Gangloff
François Lucien Gangloff (* 11. Juli 1898 in Bischheim; † 16. März 1979 in Straßburg) war ein französischer Turner.

## Erfolge
François Gangloff nahm an den Olympischen Spielen 1924 in Paris teil. Im Seitpferdsprung platzierte er sich mit 9,93 Punkten gemeinsam mit Jean Gounot hinter Albert Séguin, dem eine perfekte 10,0-Wertung gelang, auf dem zweiten Rang und sicherte sich so auf einem rein französisch besetzten Podium eine der beiden Silbermedaillen. Auch im Mannschaftsmehrkampf gewann Gangloff die Silbermedaille. Zusammen mit Jean Gounot, Albert Séguin, Eugène Cordonnier, Léon Delsarte, Arthur Hermann, Alphonse Higelin und Joseph Huber gelang ihm eine Punktzahl von 820,528, der zweitbeste Wert hinter der italienischen Turnriege mit 839,058 Punkte. Die einzige weitere Top-Ten-Platzierung schaffte Gangloff am Reck mit Platz sieben. An den Ringen wurde er 13., im Einzelmehrkampf 23. und am Barren belegte er Rang 27. Am Pauschenpferd erreichte er Platz 32, am Pferdsprung Platz 33 und beim Tauhangeln Platz 39.